# Calclacit
Calclacit ist ein extrem seltenes Mineral aus der Mineralklasse der „Organischen Verbindungen“ mit der chemischen Zusammensetzung Ca(CH3COO)Cl·5H2O und ist damit chemisch gesehen ein chloridhaltiges Calciumacetat.
Calclacit kristallisiert im monoklinen Kristallsystem und bildet sich ausschließlich durch den Einfluss von Holz (z. B. in Vitrinen oder Schaukästen) auf säureempfindlichen, calciumhaltigen Mineralen, Fossilien oder archäologische Artefakten. Auf diesen ist es in Form weißer Krusten oder faseriger Aggregate zu finden.
Calclacit ist damit anthropogenen Ursprungs und entspricht streng genommen nicht den seit Gründung der International Mineralogical Association (IMA) geltenden Regeln zur Anerkennung von Mineralen.
Mit einer Mohshärte von 1 gehört Calclacit zu den weichen Mineralen, die sich ähnlich wie das Referenzmineral Talk mit dem Fingernagel ritzen lassen.

## Etymologie und Geschichte
Erstmals beschrieben wurde Calclacit 1945 durch René van Tassel, der das Mineral in Anlehnung an seine Hauptbestandteile Calcium (Cal), Chlor (Cl) und Acetat (Ac) sowie dem für Minerale üblichen Anhang ‚it‘ benannte.
Da der Calclacit bereits lange vor der Gründung der International Mineralogical Association (IMA) 1958 bekannt und als eigenständige Mineralart anerkannt war, wurde dies von ihrer Commission on New Minerals, Nomenclature and Classification (CNMNC) übernommen und bezeichnet den Calclacit als sogenanntes „grandfathered“ (G) Mineral. Seit 1998 gilt allerdings die von der IMA/CNMNC eingeführte Regel, dass Minerale nicht anthropogenen Ursprungs sein dürfen, das heißt, das Material darf nicht von Menschen beeinflusst, verursacht oder hergestellt sein.
Die seit 2021 ebenfalls von der IMA/CNMNC anerkannte Kurzbezeichnung (auch Mineral-Symbol) von Calclacit lautet „Calc“.

## Klassifikation
Bereits in der letztmalig 1977 überarbeiteten 8. Auflage der Mineralsystematik nach Strunz gehörte der Calclacit zur Mineralklasse der „Organischen Verbindungen“ und dort zur Abteilung „Salze organischer Säuren“, wo er gemeinsam mit Earlandit, Julienit, Mellit, Pigotit und Pošepnýit in der „Mellit-Julienit-Gruppe“ mit der Systemnummer IX/A.02 steht.
In der zuletzt 2018 überarbeiteten Lapis-Systematik nach Stefan Weiß, die formal auf der alten Systematik von Karl Hugo Strunz in der 8. Auflage basiert, erhielt das Mineral die System- und Mineralnummer IX/A.02-020. Dies entspricht ebenfalls der Abteilung „Salze organischer Säuren“, wo Calclacit zusammen mit Abelsonit, Chanabayait, Dashkovait, Earlandit, Formicait, Hoganit, Joanneumit, Julienit, Kafehydrocyanit, Mellit, Paceit und Pigotit die Gruppe „Andere organische Salze, darunter Mellate, Citrate und Acetate“ mit der Systemnummer IX/A.02 bildet.
Auch die von der International Mineralogical Association (IMA) zuletzt 2009 aktualisierte 9. Auflage der Strunz’schen Mineralsystematik ordnet den Calclacit in die Abteilung „Salze von organischen Säuren“ ein. Diese ist weiter unterteilt nach der Art der salzbildenden Säure, so dass das Mineral entsprechend seiner Zusammensetzung in der Unterabteilung „Acetate“ zu finden ist, wo es als einziges Mitglied eine unbenannte Gruppe mit der Systemnummer 10.AA.25 bildet.
In der vorwiegend im englischen Sprachraum gebräuchlichen Systematik der Minerale nach Dana hat Calclacit die System- und Mineralnummer 50.02.04.01. Das entspricht ebenfalls der Klasse und gleichnamigen Abteilung „Organische Minerale“. Hier findet er sich innerhalb der Unterabteilung „Salze organischer Säuren (Mellitate, Citrate, Cyanate und Acetate)“ als einziges Mitglied in einer unbenannten Gruppe mit der Systemnummer 50.02.04.

## Kristallstruktur
Calclacit kristallisiert monoklin in der Raumgruppe P21/a (Raumgruppen-Nr. 14, Stellung 3) mit den Gitterparametern a = 11,51 Å, b p= 13,72 Å, c = 6,82 Å und β = 116,7° sowie 4 Formeleinheiten pro Elementarzelle.

## Eigenschaften
Calclacit ist leicht wasserlöslich und daher nicht beständig. Die hygroskopischen Kristalle können an der Luft bei zu hoher Feuchtigkeit zerfließen. 
Bei Calclacit handelt es sich chemisch gesehen um ein Calciumsalz der Essigsäure, mit der chemischen Formel Ca(CH3COO)Cl·5H2O. Es ist rein anthropogenen Ursprungs und würde somit heute nicht mehr die Anforderungen der IMA an ein Mineral erfüllen.

## Bildung und Fundorte
Calclacit ist kein natürlich vorkommendes Mineral. Es bildet sich auf calciumhaltigen Mineralen, die z. B. in Museen in Holzkästen bzw. Holzvitrinen  gelagert werden. Holz im Allgemeinen und altes Eichenholz im Besonderen hat die Eigenschaft langsam Essigsäure abzugeben. Diese kann dann über einen langen Zeitraum mit säureempfindlichen, calciumhaltigen Mineralen reagieren und dabei Calclacit bilden. Ein Überblick zu den Reaktionen, die zur Bildung der Essigsäure führen, ist unter Thermisch modifiziertes Holz zu finden. 
Neben der Bildung auf calciumhaltigen Mineralien konnte Calclacit auch auf Fossilien und archäologischen Fundstücken wie Keramikscherben nachgewiesen werden. 